# Romany-Sebory
Romany-Sebory – wieś w Polsce położona w województwie mazowieckim, w powiecie przasnyskim, w gminie Krzynowłoga Mała. Ma status sołectwa.
| SIMC    | Nazwa          | Rodzaj    |
| ------- | -------------- | --------- |
| 0512668 | Romany Górskie | część wsi |

19 stycznia 1945 r. NKWD dokonało aresztowań żołnierzy AK, mieszkańców Roman-Sebor, którzy zostali wywiezieni do łagru w ZSRR. 17 z nich zmarło w drodze lub w łagrze nr 26.. 
W latach 1954–1959 wieś należała i była siedzibą władz gromady Romany-Sebory, po jej zniesieniu w gromadzie Mchowo. W latach 1975–1998 miejscowość administracyjnie należała do województwa ostrołęckiego.